# Газ-Сале
Газ-Сале́ (рос. Газ-Сале) — село у складі Тазівського району Ямало-Ненецького автономного округу Тюменської області, Росія. Адміністративний центр та єдиний населений пункт Газ-Салинського сільського поселення.

## Географія
Село розташоване в центрі східної частини округу, на південному заході Тазівського району, на лівому березі річки Таз. Відстань до районного центру, селища Тазовський, становить 25 кілометрів.

## Населення
Населення — 1735 осіб (2017, 1940 у 2010, 2146 у 2002).
Національний склад станом на 2002 рік: росіяни — 58 %.

## Освіта
- Дитячі дошкільні установи, кількість/місць — 2/160;
- Школи освітні, к-ть/місць — 1/784;
- Чисельність учнів в школах, чол. — 390;
- Чисельність викладачів шкіл, чол. — 45.

## Транспорт
- Зв'язок з «великою землею» здійснюється через селище Тазівський, до якого можна дістатися автомобільним транспортом (32 км) або по воді, а також за допомогою автомобільної дороги Газ-Сале — Новий Уренгой. У селищі базується філія авіатранспортної компанії «Ямал», яка здійснює вантажні перевезення.
- Від найближчої зал. станції — 210 км;
- Від найближчого аеропорту — 160 км;
- Від річкового порту (причалу) — 280км